# La Poncella de Francia
La poncella de Francia es una obra escrita, probablemente, entre 1474 y 1491 y anónima. Narra las hazañas de Juana de Arco, a pesar de que nunca aparece mencionada por su nombre real y que en el fondo es una remodelación literaria. Se trata de uno de los textos más famosos de la “narrativa caballeresca breve”. Fue muy leída en el siglo XVI a juzgar por el número de ejemplares que se conservan.
El autor escribe un espejo de príncipes que asimilará la situación política española en el momento de ascenso al trono de Isabel la Católica, a la que iba dirigida la obra, por lo que podemos inscribir la obra en una literatura dedicada a la reina. Además, el tratamiento de la historia nos demuestra la visión de los castellanos sobre la vida de Juana de Arco, así como el interés en las hazañas de Francia, la nación vecina.

## Contexto

### Contexto histórico y literario
Como ya se ha dicho, la obra fue escrita entre 1474 y 1491 en Castilla. Durante esta época reinaban los Reyes Católicos, su matrimonio se basaba en una unión dinástica, a pesar de que no se unieron los reinos. Posteriormente tenía lugar la conquista de Granada, que tuvo lugar entre 1482 y 1492 por los Reyes Católicos para acabar con el último reino musulmán de la Península y hacer que se integrase en el reino de Castilla. Este hecho es muy importante debido a que en la obra se trata el tema de la reconquista como algo religioso. Antes de su reinado tuvo lugar la Guerra de Sucesión (1475-1479), donde lucharon contra Juana, conocida como la “Beltraneja”. Esta guerra tuvo carácter internacional ya que Isabel estaba casada con Fernando de Aragón y Juana estaba casada con su tío Alfonso V de Portugal, la guerra terminó con el Tratado de Alcaçovas, donde se confirmaba que Isabel y Fernando eran los reyes de Castilla.
Otro hecho importante fue la importancia de la religión. Uno de los grandes objetivos de los Reyes Católicos era unificar la religión católica y extenderla por todos sus dominios. Para mayor control de esta fe se instauró la Inquisición en Castilla, destacando la etapa de Fray Tomás de Torquemada, como Inquisidor general, por lo dura que fue.
En su política exterior destacan los objetivos de conquistar nuevos territorios. Previamente, en el siglo XIV, Francia consiguió a través de alianzas con Castilla hacer enemigos de ésta a sus propios enemigos, pudiendo tener una fuerte alianza que pervivió hasta al menos la segunda mitad del cuatrocientos. Hasta los setenta no empieza a fallar la alianza franco-castellana.
Centrándonos ahora en la cultura de la época, había muchos intercambios entre Francia y España, esto se puede ver en las obras traducidas del francés que circulaban por la península. La historia de La Poncella de Francia fue traducida dos veces al castellano, y aunque esta historia ha sido de mucha importancia en todos los países europeos, la vida de Juana de Arco no fue un tema con gran repercusión en la literatura castellana.
La tradición literaria con los Reyes Católicos remite a una tradición familiar que empieza con Juan II, padre de Isabel Católica, que influyó mucho en la actividad cultural en la Corte, aunque Isabel no vio esto ya que su padre murió cuando ella tenía tres años.
Los reyes sabían que la literatura era una buena forma de trasmitir ideas en forma de propaganda para exaltar algunos ideales monárquicos o las actuaciones de las campañas militares. También es importante mencionar que la monarquía no solo ofrecía protección a escritores hispanos, también a los humanistas italianos, como los hermanos Geraldini. Además, la reina Isabel tenía un gusto especial por la historia como modelo del presente, lo que llevó a favorecer las crónicas de su reinado.
Como conclusión, los Reyes Católicos tuvieron un papel muy importante en la actividad literaria, aunque también en otros ámbitos como la actividad artística o en la formación educativa, en los que sus gustos personales se sumaban al papel propagandístico.

### Historia real de la vida de Juana de Arco
Juana de Arco, también conocida como la doncella de Orleans, es una importante figura histórica. Consiguió liberar la ciudad de Orleans y coronar a Carlos, El Delfín, hijo de Carlos VI.
Su infancia se enmarca en la última etapa de la Guerra de los Cien Años. Fue un conflicto entre Francia e Inglaterra que duró 116 años. El origen del conflicto fue feudal, querían saber quién se quedaría con las tierras que los ingleses habían acumulado en territorio francés. La guerra finalizó con la derrota inglesa y su retirada de las tierras francesas. La guerra fue entre Francia e Inglaterra, aunque entre los franceses también había mucha rivalidad llegando a dividir el país entre los Borgoñeses (van con el duque de Borgoña) y los Armagnac (apoyan a Luis de Orleans), los primeros pidieron ayuda a los ingleses. Por esto la niñez de Juana estuvo determinada por la presencia de los franceses en el norte de Francia y la rivalidad entre los Armagnac con los ingleses.
Empezó a oír ciertas voces cuando tenía alrededor de doce años. Según la propia Juana, empezó a escuchar voces con doce años. La primera vez afirmó que provenía de Dios, pero las siguientes que era del arcángel San Miguel y de dos santas muy veneradas en la época: Santa Catalina de Alejandría y Santa Margarita de Antioquia. Estas voces al principio solo le decían que tenía que ir a misa y ser buena, pero posteriormente le dirán que tiene que liderar al ejército francés y liberar la ciudad de Orleans, esta última misión se la impuso el arcángel San Gabriel.
Juana consiguió liberar la ciudad de Orleans tras convencer a Carlos IV de que era enviada por Dios, pero le pidió poder ir a París, donde fue derrotada. En un último intento Juana se dirige a Compaignes donde será capturada por el duque de Luxemburgo y encerrada en el castillo de Beaurevoir.
En sus últimos meses de vida fue enviada al obispo de Beauvais, partidario inglés, que la acusó de herejía. Sus motivos eran que Juana vestía como un hombre y que escuchaba voces demoniacas, a pesar de que ella las consideraba divinas. Ante estas acusaciones, Juana primero se consideró culpable, pero tras reflexionarlo defendió que las voces que escuchaba eran divinas. A pesar de esto, Juana murió quemada en la hoguera el 30 de mayo de 1431 y los ingleses para evitar el culto hacia Juana tiraron sus cenizas por el Sena.
En 1456 Calixto III ordenó la revisión del juicio de Juana considerándola inocente y condenando herejes a los jueces que la habían condenado. Muchos años más tarde, en 1909, el Papa Pio X la beatificó y ya en 1920 el Papa Benedicto XV la declaró Santa y patrona de Francia.
Como anécdota, Carlos, El Delfín no confiaba en Juana y tenía miedo de que le asesinara, por lo que su madre le dijo que vistiese de rey a un paje y él se escondiera entre la multitud. Cuando Juana llegó a la corte reconoció que el impostor no era El Delfín, y guiada por sus voces llegó hasta Carlos El Delfín.
En su proceso inquisitorial se encuentran referencias a ese momento: “Cuando entré dentro de la habitación del rey lo reconocí de entre los otros por consejo y revelación de mi voz, y le dije que quería hacer la guerra a los ingleses.”

## La Poncella de Francia

### Manuscritos y ediciones antiguas
Los manuscritos y ediciones de la obra desde la segunda mitad del siglo XV hasta finales del XIX suman cerca de treinta referencias, entre testimonios conservados y las citas de impresiones y manuscritos perdidos; tal número parece asegurar ese éxito editorial.
Contamos con las siguientes: Sevilla, Jacobo Cromberger, 1520 (BN de Lisboa); Sevilla, Juan Croniberger, 1531 (BN de Viena); Sevilla, Juan Cromberger, 1533 (British Library); Sevilla, Dominico de Ftobertis, 1541 (BN de París); Burgos, Felipe de Junta, 1562 (conocemos dos ejemplares, uno en la BN de Madrid y otro en la de París); Burgos, Felipe de Junta, 1562 (British Library); Sevilla, Sebastián Trujillo,1567 (Hispanic Society of America); Alcalá de Henares, Sebastián Martínez, 1585 (B Municipal de Orléans); Madrid, Francisco Sanz, c. 1704 (BN de Madrid) y Madrid, Francisco Sanz, s.a. (biblioteca privada).

### Autoría
A día de hoy, esta obra está considerada anónima. Debido a las relaciones que se establecen entre La poncella y la Crónica de don Álvaro de Luna, algunos estudiosos, como Puymaigre o Quicherat, han considerado la posibilidad de que se tratase del mismo autor. Puymaigre se basa en el dato de que la historia de la Poncella aparece en la Crónica antes incluso de ser publicada, puesto que el autor de la Crónica la conocía, no es inviable pensar que se trata de la misma persona. A esta teoría se suma la aparición de palabras francesas en ambas obras, lo que parece una indicar la estancia en Francia de uno o ambos autores.
Otra de las teorías que se barajan es que fuese Hernando de Pulgar, ya que este conocía bien la cultura francesa, realizó misiones diplomáticas al país, por lo que allí tuvo información de primera mano sobre la historia y la cultura francesa. No obstante, Quicherat descarta la autoría de Pulgar.
En este momento no se puede apuntar a ningún nombre que cubra la anonimia de la obra. Podemos suponer que se trató de un autor cercano a la casa de Isabel la Católica, como sí lo fueron Chacón y Pulgar, y con conocimiento directo de Francia y su cultura.
La complejidad estilística de la obra, la utilización de arcaísmos y la sintaxis latinizante nos demuestra que nos encontramos ante un autor culto, lector de latín, al que le gusta enrevesar las descripciones y las concordancias difíciles.

### Datación
No se ha conservado ningún manuscrito cercano a la posible fecha de redacción original, por lo que la historia textual de la obra se inicia con la edición sevillana de 1520, de la que derivan todas las demás y que se sabe que no es la primera impresión del texto.
Por testimonios de las versiones anteriores sabemos que pudieron existir dos versiones manuscritas diferentes, o solo una versión manuscrita preparada para la imprenta.
La cita en la Crónica de don Álvaro de Luna indica el conocimiento de un manuscrito. No hay ningún dato cronológico que permita fechar la inclusión del capítulo. La citada “Corónica de la Pouçela” queda envuelta entre los años 1453 y 1460, fechas seguras de la confección de gran parte de la crónica y separada de las nuevas menciones a otro texto sobre la Poncella. Podríamos, por tanto, encontrarnos ante dos textos diferentes, o con la misma obra, aunque sin establecer ninguna dependencia temática y textual concreta. 

### Espejo de príncipes
El texto es un “Espejo de príncipes”, el relato, escrito en clave de caballería, ofrece como modelo el ejemplo de un personaje histórico, cercano en el tiempo de su redacción, por lo que Isabel conocía su figura y, además, podía sentir algunas similitudes, como la lucha por la legitimidad del trono, la fortaleza de la monarquía o la pacificación de un reino en crisis. Los espejos de príncipes, en la Edad Media, pretendían ser la guía espiritual para el buen gobierno, ya que se entendía que la base para el buen gobierno estaba en la educación. Una educación controlada por el sector eclesiástico y de corte moral. De la nueva Reina, Isabel, tras la lectura de esta obra sabemos que se espera que haga de Castilla la gran potencia que fue un siglo antes.
El autor escoge el modelo caballeresco como vehículo para transmitir las enseñanzas. Las batallas de la heroína son la parte principal de la obra, profusión del lenguaje militar y también la abundancia de detalles al relatar los torneos y los desafíos. La clásica idea militar de enseñar deleitando es la elegida por el autor en esta obra.

### Intención de la obra
Por tanto, está claro que su intención es la de transmitir una enseñanza tanto moral como política. En la narración de los hitos de la Reconquista, esta se entiende como una empresa de Dios, que hace gala de su poder. La voluntad de Dios explicará muchos momentos en las crónicas. Estos autores además insisten en que no se debe ofender a Dios, pues esto lleva a la destrucción de los pueblos. Esta idea se extiende por toda la obra. Además, la figura de Juana de Arco tal y como se presenta en la obra viene muy bien para remarcar la intencionalidad didáctica de la obra.
Debido a los intereses del autor es muy importante que la figura en la que se basa sea Juana de Arco, peor a su vez no es necesario mencionarla y mucho menos escribir fielmente la historia. El modelo que se le quiere poner a la reina es el de mujer que lucha por el poder monárquico y la legitimidad de su trono. 

### Destinatario
El libro está dirigido principalmente, como hemos comentado, a Isabel la Católica. Fue una reina que gozó de muchos libros que fueron dedicados a ella, esto no se debe tanto a sus cualidades personales sino más bien a la profunda crisis que atravesaba Castilla en el último tercio del siglo XV. Después, cuando su monarquía esté establecida, será la propaganda la que se encargue de sacralizarla.
En los primeros años del reinado, las obras intentan “consolar” a la soberana, afanándose en dar consejos. Es aquí donde se sitúa La poncella de Francia, cuyo autor escoge el modelo caballeresco para trasmitir su didactismo. 

### Temática y argumento
Hay dos ejes principales, el belicismo y la religión, llevados a partir de una novela de caballería en la que se exalta la figura de Juana de Arco y sus hazañas.
La historia comienza contando la destrucción de Francia por el enfrentamiento de los dos bandos, uno que apoyaba al duque de Orleans y otro al duque de Borgoña, explicando que el bando del duque de Borgoña está aliado con Inglaterra. En este contexto aparece Juana de Arco, se la presenta como una pastora pobre y explica que en sus sueños ve cómo es liberadora de Francia, esto hace que vaya a buscar a Carlos El Delfín para explicarle su misión. Tras conseguir el apoyo se narra cómo Juana consigue que la gente se una al rey para liberar Francia.
Después viene el desafío entre Juana y el duque de Saboya, un aliado del bando del duque de borgoña. En esta parte el autor hace una descripción física de Juana y después la primera vez que la hacen prisionera, provocando que los franceses pierdan los territorios conseguidos. La heroína consigue escapar y volver a reconquistar esos territorios.
El siguiente acontecimiento importante es la toma de La Rochelle, la Poncella escribe al rey Juan II de Castilla pidiendo la necesidad de su flota para ayudarles, gracias a esta alianza consiguen expulsar a los enemigos. Tras esta derrota el autor decide cambiar de perspectiva e ir a narrar los acontecimientos que suceden en Inglaterra, aquí nos encontramos al rey de Inglaterra lamentándose por la derrota y al duque de Borgoña intentando consolarle. Al final del libro llega la derrota final de Inglaterra y el acuerdo con los ingleses, y la heroína termina siendo objeto de pretensiones matrimoniales de muchos príncipes que siempre termina rechazando. En la última parte de la historia toma la palabra el narrador y hace una valoración de la obra que tiene una intención doctrinal, como se puede ver por la mención al buen gobierno y las actitudes vitales ejemplares que encontramos en la protagonista.

### Estructura
En cuanto a la estructura interna, la historia va precedida de un “Prohemio” a modo de justificación de la obra y como dedicatoria a Isabel la Católica (a partir del ejemplo de Juana de Arco buscan ayudarla a pasar por la mala situación del gobierno).
Los primeros cuatro capítulos desarrollan el planteamiento de la historia. Comienza en 1428 con la destrucción de Francia, provocada por el enfrentamiento de los duques de Orleans y Borgoña. Se narra la batalla, la alianza con Inglaterra y Francia, para terminar, planteando la dramática situación de Francia.
En el capítulo 5 se presenta a la heroína, pobre, pero con deseos de liberar a Francia, se entrevista con el rey y justifica su misión. De los capítulos 6 al 9 se narran los hechos de la poncella y la llegada de más personas dispuestas a ayudar al rey contra sus enemigos.
En los capítulos 10, 11 y 12 está el desafío de la Poncella al Duque de Saboya, así como su descripción física (probablemente basada en cómo la vio el autor retratada en Francia). En el capítulo 13 la heroína es presa por los ingleses, vuelve la guerra y la pérdida de territorios franceses. Del catorce al diecinueve es liberada y continúa guerreando.
De los capítulos 20 al 22 está la toma de la Rochelle y la petición de ayuda de la flota castellana a Juan II. En los tres siguientes capítulos se narra la toma de París y la expulsión de los enemigos y en los dos siguientes cuentan lo que ocurre en el lado inglés. Los capítulos 30 y 31 relatan la derrota de los ingleses y el acuerdo final. Del 32 al 34 narra el final de la historia, muy diferente al de la vida real, no en la hoguera, sino que habla de los diferentes príncipes que querían casarse con la heroína.
En los capítulos 34 al 41 se enumeran las condiciones necesarias para conseguir el Orden del Águila. En el último capítulo, 42, el narrador hace una valoración de la historia y se dirige a la soberana, Isabel, con la evidente intencionalidad de que el libro le sirva como ejemplo.
Después del “Prohemio” la narración puede dividirse en cuarenta y dos capítulos, estructurados como un modelo didáctico y ejemplar para la reina. Su condición de texto impreso determina una tipología que la diferencia tanto tipográficamente como en su extensión, que es breve.

### Estilo y género
La obra responde a un género literario concreto, la “narrativa caballeresca breve”, a pesar de sus orígenes textuales diferentes y la variedad de la tipología de los personajes. En la época medieval y en épocas posteriores, dentro de la literatura las características para pertenecer a un género debían estar muy marcadas, y en esta obra vemos características muy significativas de este género; algunas de las más importantes son:
1. El núcleo del relato es el héroe, que sigue los modelos literarios y tipológicos de caballero. En este caso, la heroína, a pesar de que es tratada de la misma forma que los héroes masculinos, en cuanto a su pensamiento y acciones guerreras.
2. Es un espejo de príncipes, por lo que constantemente aparecen máximas relacionadas con el buen gobierno y actitudes ejemplares. Hay un fuerte didactismo que además aporta cohesión a la obra.
3. A partir de elementos devotos, religiosos y morales se justifican comportamientos ideológicos y anímicos, que además apoyan la ejemplaridad y la enseñanza ética.
4. Rasgos tremendistas y melodramáticos, así como motivos fantásticos y mágicos, que buscan conseguir que sea una lectura atractiva. Se utiliza la exageración y la hipérbole sobre todo en las escenas de guerra.
5. Estilo narrativo peculiar en comparación con las características de los libros de caballerías. Proliferación de los motivos descritos, probablemente debido al lector al que va dirigido.
6. Se debe destacar también la complejidad estilística de la obra. Para su fecha de redacción, está plagado de expresiones tremendamente arcaicas, así como con una sintaxis muy enrevesada y latinizante. A pesar de ello, se acerca en ocasiones al lenguaje habitual de la época, por lo que esta es considerada una “crónica particular”, debido a que es una mezcla de la tradición lingüística y la modernidad literaria.
7. Es anónimo, en parte también, debido a la concepción del autor de que lo que hacía no era suyo, pues reconoce que su obra está sacada de la “crónica real”.
8. Esta obra, a diferencia de las de este género que comentamos, no parece derivar de un texto ya existente, pero recrea una de las figuras más relevantes del siglo XV, similar a aquellas cuyo referente histórico se asocia con un héroe legendario.
9. Es una obra pensada para ser impresa y eso se demostrará algunas características de su constitución.

### Realidad y literatura
Antes de comenzar este punto debemos tener en cuenta que el autor nunca pretendió reflejar la verdadera historia del personaje, no quiso hacer una obra histórica, solo quería tomar algunos datos reales para hacer una obra de ficción.  Este autor cuenta hechos ficticios haciendo que parezcan históricos.
Dos de los datos que nunca se mencionan en la obra es el nombre de Juana de Arco y las muertes de los duques de Borgoña y Orleans, hecho muy importante dado que a partir de estas muertes se desencadena la guerra, aparece Juana de Arco y se consigue la tregua de cinco años y la coronación del heredero.
Otro cambio muy significativo de la obra es el final, los hechos históricos cuentan de Juana de Arco terminó condenada a morir en la hoguera, y así fue, pero en la obra al final Juana termina viviendo. Este autor no quería contar los complejos acontecimientos que le sucedieron a Juana, ya sean políticos o militares, por lo que no sorprende que decida cambiar el final a uno más suave en el que Juana pasa su tiempo “recreándose en las hazañas de los grandes guerreros del pasado, fundamentalmente Los Nueve de la Fama”
Las diferencias que hay en el personaje han sido objeto de discusión en multitud de textos cronísticos.